# Motte Bucy
Pour les articles homonymes, voir Bucy.
La Motte Bucy est un ruisseau du département du Loiret, et affluent de l'Huillard, donc un sous-affluent de la Seine par le Loing et la Bezonde.

## Géographie
La longueur de son cours d'eau est de 14,8 km.
Elle prend sa source à Sury-aux-Bois et se jette dans l'Huillard à Auvilliers-en-Gâtinais.

## Communes traversées
Dans le Loiret ;
Sury-aux-Bois ~ Bellegarde ~ Auvilliers-en-Gâtinais

## Tourisme
Les communes de Sury-aux-Bois et de Bellegarde.